# Jersey Shore Massacre
Jersey Shore Massacre (w Polsce także Masakra w Jersey Shore) to amerykański film fabularny z 2014 roku, horror komediowy w reżyserii Paula Tarnopola. W filmie w rolach głównych wystąpili Danielle Dallacco, Angelica Boccella, Giovanni Roselli oraz aktor-kulturysta Brett Azar. Światowa premiera obrazu odbyła się 22 sierpnia 2014, cztery dni później projekt wydano na dyskach DVD/Blu-ray. Tytuł filmu odnosi się do programu telewizyjnego Jersey Shore.

## Obsada
- Danielle Dallacco − Teresa
- Angelica Boccella − Dina
- Giovanni Roselli − Tony
- Brett Azar − Gino
- Chris Lazzaro − Freddy
- Nicole Rutigliano − Joanne
- Ashley Mitchell − Valerie
- Christina Scaglione − Gigi
- Brenton Duplessie − Vinnie
- Ron Jeremy − Ronny